# Margarita Xirgu

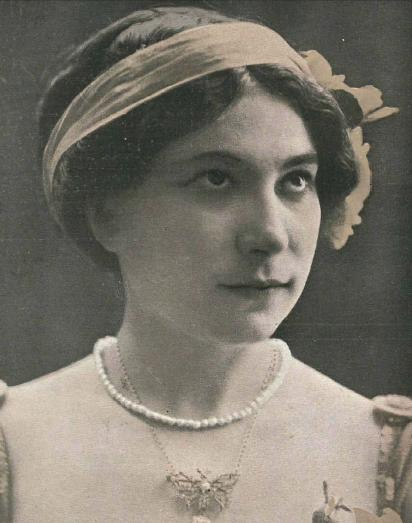
Margarita Xirgu (1910)

Margarita Xirgu Subirá (Margarita Xirgu de Ortín; * 18. Juli 1888 in Molins de Rei; † 25. April 1969 in Montevideo) war eine spanische Schauspielerin und Theaterregisseurin. Sie war insbesondere als Interpretin zahlreicher Werke von Federico García Lorca bekannt. Während der Franco-Diktatur wurde sie ins Exil geschickt und nahm die uruguayische Staatsbürgerschaft an. 

## Leben
Sie wurde am 18. Juli 1888 in der Gemeinde Molins de Rei geboren. Im Alter von acht Jahren ließ sie sich in Barcelona nieder. Margarita Xirgu debütierte 1906 am Teatro Romea in Barcelona als Blanca in dem Stück Mar y cel des katalanischen Schriftstellers Àngel Guimerà. 1908 trat sie mit großem Erfolg in dem Stück Joventud de princep am Teatro Principal auf. Ihre erste größere Filmrolle hatte sie im Folgejahr in Fructuós Gelaberts Stummfilm Guzmán el Bueno. Sie spielte noch in weiteren Filmen, blieb aber im Wesentlichen eine Theaterschauspielerin.
1910 wirkte sie in der Premiere der Salomé von Oscar Wilde im Teatro Principal in Barcelona mit. 1911 schrieb Guimerà für sie das Stück La reina joven. Im selben Jahr gründete sie eine eigene Schauspieltruppe, mit der sie 1912 eine Tournee durch Südamerika unternahm. In den nächsten Jahren spielte Xirgu erfolgreich in Uraufführungen von Werken Benito Pérez Galdós’, Jacinto Benaventes und Eduardo Marquinas. 1927 trat sie in Barcelona in der Uraufführung von Federico García Lorcas Stück Mariana Pineda in der Ausstattung von dessen Freund Salvador Dalí auf. Später spielte sie auch in García Lorcas Stücken Bodas de sangre, Yerma und La casa de Bernarda Alba. Auch Rafael Alberti und Manuel Azaña schrieben Stücke für sie.
Als im Juli 1936 der Spanische Bürgerkrieg ausbrach, befand sie sich in Hispanoamerika, um die Werke von García Lorca zu produzieren. Zeitgleich mit Lorcas Ermordung bereitete Xirgu die Aufführung von Yerma in Mexiko vor. Franco übernahm 1939 die Macht, als Margarita Xirgu in Argentinien lebte. Aufgrund seiner linken politischen Ansichten zog sie es vor, nicht nach Spanien zurückzukehren. 1943 zog sie nach Montevideo, in Uruguay. Sie wurde uruguayische Staatsbürgerin und übernahm 1950 die Leitung der Schauspielschule in Montevideo, die später ihren Namen erhielt. Xirgu brachte Stücke von William Shakespeare (Romeo und Julia, Macbeth), Jean Giraudoux (Die Irre von Chaillot), Molière (Tartuffe) und weiteren bedeutenden Autoren auf die Bühne. 1958 nahm sie La casa de Bernarda Alba für das argentinische Fernsehen auf.
Im Jahr 1910 heiratete sie ihre Jugendliebe Josep Arnall. Die Ehe hielt 26 Jahre bis zum Tod Arnalls 1936 in Havanna. Xirgu verstarb am 25. April 1969 während einer Operation in Montevideo. Im Jahr 1988 wurden ihre sterblichen Überreste in ihre Heimat zurück überführt. Ihre letzte Ruhestätte fand die Künstlerin in ihrer Heimatstadt Molins de Rei.

## Filmografie
- 1907: Violante
- 1907: La muerte del Tirano
- 1909: Guzmán el Bueno
- 1915: El nocturno de Chopin
- 1915: El amor hace justicia
- 1916: La Reina Joven
- 1917: El beso de la muerte
- 1917: Alma torturada
- 1922: Epido
- 1938: Bluthochzeit (Bodas de sangre)

## Theater
- 1906: Mar y Cel von Àngel Guimerà (Teatro Romea in Barcelona)
- 1908: Juventud de princep von Wilhelm Meyer-Förster (Teatro Principal in Barcelona)
- 1910: Salomé von Oscar Wilde (Teatro Principal in Barcelona)
- 1913: Magda von Hermann Sudermann (Teatro Odéon in Buenos Aires)
- 1914: Elektra von Hugo von Hofmannsthal (Teatro de Princesa in Madrid)
- 1915: El yermo de las almas von Valley (Teatro Principal in Barcelona)
- 1916: Marianela von Benito Pérez Galdós (Teatro de Princesa in Madrid)
- 1917: El mal que nos hacen von Jacinto Benavente (Teatro de Princesa in Madrid)
- 1918: Santa Juana de Castilla von Benito Pérez Galdós (Teatro de Princesa in Madrid)
- 1920: Una señora von Jacinto Benavente (Teatro Centro in Madrid)
- 1922: La niña de Gómez Arias von Pedro Calderón de la Barca (Teatro Español in Madrid)
- 1925: Die heilige Johanna von George Bernard Shaw (Teatro Goya in Barcelona)
- 1926: Jeanne d’Arc von George Bernard Shaw (Teatro Eslava in Madrid)
- 1928: Los fracasados von Henri-René Lenormand (Teatro Fontalba in Madrid)
- 1929: Entre fiestas von Carlos de Selvagen (Teatro Cervantes in Sevilla)
- 1930: La zapatera prodigiosa von Federico García Lorca (Teatro Español in Madrid)
- 1931: La corona von Manuel Azaña (Teatro Goya in Barcelona)
- 1933: Medea nach Seneca von Miguel de Unamuno (Teatro Romea in Barcelona)
- 1934: La sirena varada von Alejandro Casona sowie Yerma von García Lorca (Teatro Español in Madrid)
- 1935: Bluthochzeit von García Lorca (Teatro Principal Palace in Barcelona)
- 1949: Das Missverständnis von Albert Camus (Teatro Argentino in Buenos Aires)